# بیریا
همچنین نگاه کنید به بی‌ریا.
بیریا (به عربی: بیریا) روستایی فلسطینی، واقع در ۱٫۵ کیلومتری شمال شرق صفد بود.